# Специјална акција 1005
Специјална акција 1005 или Акција 1005  (нем. Enterdungsaktion или Sonderaktion 1005), била је строго тајна нацистичка операција спроведена од јуна 1942. до краја 1944. године. Циљ пројекта је био да се сакрију или униште сви докази о масовном убиству које се догодило током операције Рајнхард, покушаја (углавном успешног)  истребљења свих Јевреја у окупираној зони Генералне владе Пољске. Групе затвореника Сондеркомандо, званично назване Leichenkommandos („јединице лешева“), биле су присиљене да ексхумирају масовне гробнице и спаљују тела; затворенике су често стављали у ланце како би их спречили да побегну.
Пројекат је покренут да уништи доказе о геноциду који су починили батаљони Редовне полиције и Ајнзацгрупе, немачки одреди смрти који су убили милионе, укључујући више од милион Јевреја, Рома и Словена. Акцију су надгледали одабрани одреди Зихерхајтсдинст-а и униформисана полиција реда.

## Операције
У марту 1942, Рајнхард Хајдрих, шеф Главног уреда за безбедност Рајха, поставио је високо рангираног СС функционера Пола Блобела на чело акције 1005, али је њен почетак одложен након што је Хајдрих убијен почетком јуна 1942. године. После краја јуна Хајнрих Милер, шеф Гестапоа, коначно је издао Блобелу своја наређења. Иако је главни циљ био да се избришу докази о истребљивању Јевреја, акција би такође укључила нејеврејске жртве нацистичког прогона.
Блобел је започео свој рад експериментишући у логору за истребљење Хелмно (Кулмхоф). Покушаји употребе запаљивих бомби за уништавање ексхумираних тела били су неуспешни, јер је оружје запалило оближње шуме. Најефикаснији начин се на крају показало као џиновске ломаче на гвозденим роштиљима. Метода је укључивала изградњу наизменичних слојева лешева и огревног дрвета на железничким шинама. Након што је ломача изгорела, преостали фрагменти костију могли су да се згњече ударањем тешким типлима или у машини за млевење, а затим поново закопају у јаме. Операција је званично почела у логору за уништење Собибор. Leichenkommando је ексхумирао тела из масовних гробница око логора, а затим их спалио; њихов посао обављен, они су потом погубљени. Процес се затим преселио у Белжец у новембру 1942. године. Логори Аушвиц и Мајданек имали су на лицу места крематоријуме са пећима за одлагање тела, тако да командоси Акције 1005 тамо нису били потребни. „Вишке“ лешева су спалили затвореници тог логора у ком су (на слици).
Полуиндустријско спаљивање лешева у логору Треблинка почело је чим се схватила политичка опасност везана за ранија сахрањивања. Године 1943. 22.000 пољских жртава совјетског масакра у Катину откривено је у близини Смоленска и пријављено Адолфу Хитлеру.  Њихови остаци били су добро очувани под земљом, што сведочи о совјетским масовним убиствима. До априла 1943. нацистичка пропаганда је почела да скреће пажњу међународне заједнице на тај ратни злочин. Катинска комисија је формирана да изврши детаљна испитивања у настојању да забије клин између савезника. У међувремену, тајна наређења о ексхумацији масовних гробница и спаљивању стотина хиљада жртава дошла су директно од нацистичког руководства у априлу. Лешеви који су сахрањени у Треблинки помоћу хидрауличних багера ископани су и кремирани по наређењу самог Хајнриха Химлера, који је посетио логор у марту 1943. Упутства да се користе шине као решетке дошла су од Херберта Флоса, стручњака за кремацију у кампу. Тела су стављена на ломаче за кремирање које су биле до 30 m (98 ft) дугачаке, са шинама положеним преко јама на бетонске блокове. Она су били попрскана бензином по дрвету и спаљена у једном огромном пожару којем је присуствовало око 300 затвореника, који су управљали ломачама. У Белжецу је даноноћна операција трајала до марта 1943. У Треблинки је то ишло пуном паром до краја јула.
Операција се такође вратила на попришта ранијих масовних убистава као што су Бабин Јар, Понари, Девета Каунашка кула, као и Брона Гора. До 1944. године, када су совјетске армије напредовале, Вилхелм Копе, шеф Рајхсгау Вартеланда, наредио је да сваки од пет округа на територији Генералне владе успостави сопствени командос Акције 1005 како би започео "чишћење" масовних гробница. Операције нису биле сасвим успешне, пошто су напредујуће совјетске трупе стигле до неких локација пре него што су могле да буду очишћене.

## Последице
На Нирнбершком суђењу после Другог светског рата, заменик Адолфа Ајхмана, Дитер Вислицени, дао је следеће сведочење о акцији 1005:
| „ | Новембра 1942, у Ајхмановој канцеларији у Берлину, срео сам штандартенфирера Плобела, који је био вођа Акције 1005, која је била посебно задужена да уклони све трагове коначног решења јеврејског проблема од стране „Ајнзац“ група и сва друга погубљења. Акција 1005 је деловала најмање од јесени 1942. до септембра 1944. и читав овај период био је подређен Ајхману. Мисија је конституисана након што је први пут постало очигледно да Немачка неће моћи да задржи сву окупирану територију на истоку и сматрало се да је неопходно да се уклоне сви трагови почињених кривичних егзекуција. Док је био у Берлину у новембру 1942, Плобел је одржао предавање пред Ајхмановим штабом стручњака о јеврејском питању са окупираних територија. Говорио је о специјалним ломачама и спалионицама које је лично конструисао за коришћење у раду Команде 1005. Њихов посебан задатак је био да отворе гробнице и уклоне и кремирају тела особа које су претходно погубљене. Акција 1005 је деловала у Русији, Пољској и преко балтичког подручја. Поново сам видео Плобела у Мађарској 1944. године и он је рекао Ајхману у мом присуству да је мисија Акција 1005 завршена. — SS-Hauptsturmführer Dieter Wisliceny | ” |

Блобел је осуђен на смрт од стране америчког војног суда у Нирнбергу на суђењу Ајнзацгрупе. Обешен је у затвору Ландсберг 7. јуна 1951. године. Блобелу се приписује скоро 60.000 смртних случајева, али је током свог сведочења у Нирнбергу тврдио да је убио само 10.000 до 15.000 људи.
Тужилаштво је на суђењу Ајхману 1961. покушало да докаже да је Ајхман био надређени Блобелу, али суд то није прихватио. Блобелов надређени је заправо био Хајнрих Милер.